# Josivaldo José Bezerra
Josivaldo José Bezerra (ur. 26 lutego 1967 w Gravatá) – brazylijski duchowny katolicki, biskup pomocniczy Olindy i Recife od 2025. 

## Życiorys
20 marca 1998 otrzymał święcenia kapłańskie i został inkardynowany do archidiecezji Olindy i Recife. Pracował głównie jako duszpasterz parafialny, pełnił także funkcje m.in. wikariusza biskupiego dla Wikariatu Cabo oraz wikariusza generalnego archidiecezji.
8 listopada 2024 papież Franciszek mianował go biskupem pomocniczym Olindy i Recife nadając mu stolicę tytularną Patara.
6 stycznia 2025 przyjął sakrę biskupią z rąk abpa Paulo Jacksona Nóbregi de Sousy.